# 中国电视金鹰奖最佳中短篇电视剧
中国电视金鹰奖最佳中短篇电视剧，是中国电视金鹰奖曾经设置的奖项，前身为第1届起设立的“优秀单本剧”，第11届起为3-8集的短剧增设“优秀中篇连续剧”，第16届起“优秀单本剧”改称“优秀短篇电视剧”，第23届起两奖合并为“最佳中短篇电视剧”。2010年起与“最佳长篇电视剧”合并，评选“最佳电视剧”。
评奖方式是通过中国电视艺术家协会举行行业候选提名，再由观众通过《大众电视》和中国内地各省市电视报印制的选票进行投票。得票前三名为优秀奖，票数最高为最佳奖。

## 历届获奖名单

### 2000年代
| 年份   | 屆次   | 作品                       |
| ------ | ------ | -------------------------- |
| 2008年 | 第24屆 | 《七十二家房客》           |
| 2008年 | 第24屆 | 《李清照》                 |
| 2008年 | 第24屆 | 《砺剑》                   |
| 2008年 | 第24屆 | 《真情人生》               |
| 2006年 | 第23屆 | 《陈云在临江》             |
| 2006年 | 第23屆 | 《走进石锁沟》             |
| 2006年 | 第23屆 | 《北极光》                 |
| 2006年 | 第23屆 | 《真情》                   |
| 2006年 | 第23屆 | 《小小的我》               |
| 2006年 | 第23屆 | 《西柏坡》                 |
| 2004年 | 第22屆 | 中篇电视剧                 |
| 2004年 | 第22屆 | 《没有硝烟的战争》         |
| 2004年 | 第22屆 | 《孔乙己》                 |
| 2004年 | 第22屆 | 《好大一对羊》             |
| 2004年 | 第22屆 | 《家和万事兴之双喜临门》   |
| 2004年 | 第22屆 | 短篇电视剧                 |
| 2004年 | 第22屆 | 《傅抱石》                 |
| 2004年 | 第22屆 | 《乡村女教师》             |
| 2004年 | 第22屆 | 《好太阳》                 |
| 2004年 | 第22屆 | 《没有抹完的口红》         |
| 2004年 | 第22屆 | 《梁世奎》                 |
| 2003年 | 第21屆 | 中篇电视剧                 |
| 2003年 | 第21屆 | 《恽代英》                 |
| 2003年 | 第21屆 | 《远山远水》               |
| 2003年 | 第21屆 | 《契丹英后》               |
| 2003年 | 第21屆 | 《移民金大花》             |
| 2003年 | 第21屆 | 《窦娥冤》                 |
| 2003年 | 第21屆 | 短篇电视剧                 |
| 2003年 | 第21屆 | 《军中最后一个马帮》       |
| 2003年 | 第21屆 | 《绿色昆仑》               |
| 2003年 | 第21屆 | 《夏日星光》               |
| 2003年 | 第21屆 | 《金鲤鱼》                 |
| 2003年 | 第21屆 | 《山村的故事》             |
| 2002年 | 第20屆 | 中篇电视剧                 |
| 2002年 | 第20屆 | 《向前，向前》             |
| 2002年 | 第20屆 | 《最后的村庄》             |
| 2002年 | 第20屆 | 《中国仪仗兵》             |
| 2002年 | 第20屆 | 《好人李司法》             |
| 2002年 | 第20屆 | 《渭华起义》               |
| 2002年 | 第20屆 | 短篇电视剧                 |
| 2002年 | 第20屆 | 《哎呦乖乖》               |
| 2002年 | 第20屆 | 《地下的天空》             |
| 2002年 | 第20屆 | 《郊外那边是俄罗斯》       |
| 2002年 | 第20屆 | 《北风吹》                 |
| 2002年 | 第20屆 | 《连升二级》               |
| 2001年 | 第19屆 | 《红岸——邓小平在1928》     |
| 2001年 | 第19屆 | 《公家人》                 |
| 2001年 | 第19屆 | 《二月》（戏曲电视剧）     |
| 2001年 | 第19屆 | 《木瓜上市》（戏曲电视剧） |
| 2001年 | 第19屆 | 《水的女儿》               |
| 2000年 | 第18屆 | 《嫂娘》                   |
| 2000年 | 第18屆 | 《邓小平在一九五零》       |
| 2000年 | 第18屆 | 《山村姑嫂情》             |
| 2000年 | 第18屆 | 《独立寒秋》               |
| 2000年 | 第18屆 | 《天边有个威海卫》         |
| 2000年 | 第18屆 | 《三选村官》               |
| 2000年 | 第18屆 | 《今天我是升旗手》         |
| 2000年 | 第18屆 | 《一天零一夜》             |
| 2000年 | 第18屆 | 《大树临风》               |

### 1990年代
| 年份   | 屆次   | 作品                   |
| ------ | ------ | ---------------------- |
| 1999年 | 第17屆 | 中篇电视剧             |
| 1999年 | 第17屆 | 《呼唤》               |
| 1999年 | 第17屆 | 《朱德上井冈》         |
| 1999年 | 第17屆 | 《少奇同志》           |
| 1999年 | 第17屆 | 《虎踞钟山》           |
| 1999年 | 第17屆 | 《大学女孩》           |
| 1999年 | 第17屆 | 《济南战役》           |
| 1999年 | 第17屆 | 《走过秋冬春夏》       |
| 1999年 | 第17屆 | 《笑傲苍穹》           |
| 1999年 | 第17屆 | 短篇电视剧             |
| 1999年 | 第17屆 | 《太阳出山岗》         |
| 1999年 | 第17屆 | 《女兵甘甜》           |
| 1999年 | 第17屆 | 《纺织女工》           |
| 1999年 | 第17屆 | 《百姓记者》           |
| 1999年 | 第17屆 | 《小哨所》             |
| 1998年 | 第16屆 | 中篇电视剧             |
| 1998年 | 第16屆 | 《警方110》            |
| 1998年 | 第16屆 | 《与周恩来同窗的岁月》 |
| 1998年 | 第16屆 | 《党员二愣妈》         |
| 1998年 | 第16屆 | 短篇电视剧             |
| 1998年 | 第16屆 | 《小镇女部长》         |
| 1998年 | 第16屆 | 《平和凡的故事》       |
| 1998年 | 第16屆 | 《山里扶贫人》         |
| 1997年 | 第15屆 | 中篇电视剧             |
| 1997年 | 第15屆 | 《大漠丰碑》           |
| 1997年 | 第15屆 | 《深圳人》             |
| 1997年 | 第15屆 | 单本剧                 |
| 1997年 | 第15屆 | 《法官谭彦》           |
| 1996年 | 第14屆 | 中篇电视剧             |
| 1996年 | 第14屆 | 《孔繁森》             |
| 1996年 | 第14屆 | 《金海岸》             |
| 1996年 | 第14屆 | 单本剧                 |
| 1996年 | 第14屆 | 《军校毕业生》         |
| 1995年 | 第13屆 | 中篇电视剧             |
| 1995年 | 第13屆 | 《九·一八大案纪实》    |
| 1995年 | 第13屆 | 《士兵今年十八九》     |
| 1995年 | 第13屆 | 单本剧                 |
| 1995年 | 第13屆 | 《军嫂》               |
| 1994年 | 第12屆 | 中篇电视剧             |
| 1994年 | 第12屆 | 《过把瘾》             |
| 1994年 | 第12屆 | 《代号4991》           |
| 1994年 | 第12屆 | 单本剧                 |
| 1994年 | 第12屆 | 《一个姑娘三个兵》     |
| 1993年 | 第11屆 | 中篇电视剧             |
| 1993年 | 第11屆 | 《一村之长》           |
| 1993年 | 第11屆 | 《野姑娘茉莉花》       |
| 1993年 | 第11屆 | 单本剧                 |
| 1993年 | 第11屆 | 《板桥轶事》           |
| 1992年 | 第10屆 | 《毛泽东和他的乡亲们》 |
| 1991年 | 第09屆 | 《五朵金花的儿女们》   |
| 1991年 | 第09屆 | 《大兰和小兰》         |
| 1990年 | 第08屆 | 《樱花梦》             |
| 1990年 | 第08屆 | 《一个叫姚金兰的人》   |
| 1990年 | 第08屆 | 《长城向南延伸》       |

### 1980年代
| 年份   | 屆次   | 作品                   |
| ------ | ------ | ---------------------- |
| 1989年 | 第07屆 | 《十八岁男子汉》       |
| 1989年 | 第07屆 | 《花鸽子》             |
| 1989年 | 第07屆 | 《甲肝1998》           |
| 1988年 | 第06屆 | 《军魂》               |
| 1988年 | 第06屆 | 《雪染的风采》         |
| 1988年 | 第06屆 | 《动物王国窃案》       |
| 1987年 | 第05屆 | 《长江第一漂》         |
| 1987年 | 第05屆 | 《理解万岁》           |
| 1987年 | 第05屆 | 《独脚冠军》           |
| 1987年 | 第05屆 | 《大树底下》           |
| 1986年 | 第04屆 | 《穷街》               |
| 1986年 | 第04屆 | 《男人的风格》         |
| 1986年 | 第04屆 | 《一个叫许淑娴的人》   |
| 1986年 | 第04屆 | 《她们和战争》         |
| 1985年 | 第03屆 | 《远洋船长和他的妻子》 |
| 1985年 | 第03屆 | 《蓝屋》               |
| 1985年 | 第03屆 | 《陈毅与刺客》         |
| 1985年 | 第03屆 | 《花生阿狗》           |
| 1984年 | 第02屆 | 《走近暴风雨》         |
| 1984年 | 第02屆 | 《燕儿窝之夜》         |
| 1984年 | 第02屆 | 《第九个售货亭》       |
| 1984年 | 第02屆 | 《女记者的画外音》     |
| 1983年 | 第01屆 | 《周总理的一天》       |
| 1983年 | 第01屆 | 《家风》               |
| 1983年 | 第01屆 | 《继母》               |
| 1983年 | 第01屆 | 《喜鹊泪》             |
| 1983年 | 第01屆 | 《明姑娘》             |